# برج فلكي

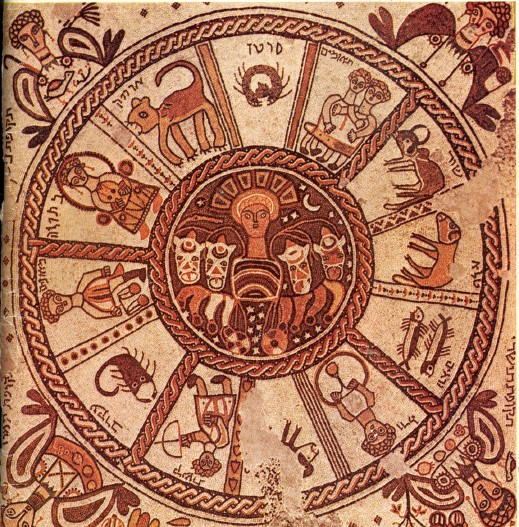
الأبراج

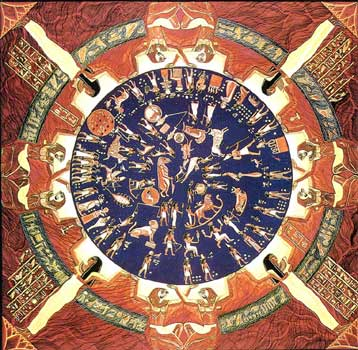
البروج - معبد دندرة ، صعيد مصر.

الأبراج الفلكية هي تقسيمات دائرة البروج أو مسار الشمس باثنی عشر قسم سماوي، وما يُميّزها عن الكوكبات أنها تقسيمات وضعت لتحديد خريطة للسماء مع جميع أجرامها، وهي تجمعات لنجوم مرئية بالعين المجردة، والأبراج هي تقسیمات للدّائرة التي تمر فيها الشمس والقمر والكواكب الثمانية. وعدد الأبراج علی دائرة البروج 12 برجاً، وهي تغطي جزءاً منها. كما تحمل الأبراج أسماء حيوانات وأشياء وشخصيات دينية وأسطورية. لکل منها 30 درجة قوسیة على مسار الشمس، وهذه الاخيرة تمر ببرج واحد في شهر شمسي وتسمى الشهور الشمسية في التقویم الهجریة الشمسیة بهذا البروج الاثنی عشریة.
نشأ مفهوم البروج في علم التنجيم البابلي، وتأثر لاحقًا بالثقافة الهلنستية. وفقًا لعلم التنجيم، ترتبط الظواهر السماوية بالنشاط البشري، فيتم اعتبار العلامات معبرة عن أنماط التعبير المميزة. لقد قوضت الاكتشافات الحديثة عن الطبيعة الحقيقية للأجرام السماوية الأساس النظري للأبراج الفلكية، وأظهر البحث العلمي التجريبي أن التنبؤات والتوصيات المستندة إلى هذه الأبراج ليست دقيقة.:85;:424 يعتبر علم التنجيم عمومًا من العلوم الزائفة.

## الأبراج
منها اثنا عشر بُرجًا يستخدمه المنجمون، وهي على التوالي:
| 1. برج الحمل 2. برج الثور 3. برج الجوزاء | 4. برج السرطان 5. برج الأسد 6. برج العذراء | 7. برج الميزان 8. برج العقرب 9. برج القوس | 10. برج الجدي 11. برج الدلو 12. برج الحوت |

| البرج | كوكبة مشابه | علامة       | EN          | شهور الشمسي | ساعة متوسط الحلول  | تواریخ الشمسي       | تواریخ المیلادی       |
| ----- | ----------- | ----------- | ----------- | ----------- | ------------------ | ------------------- | --------------------- |
| حَمَل   | حمل         | Aries       | Aries       | حمل         | 00:00 يوم 1 حمل    | 1 حمل - 30 حمل      | 21 مارس – 19 أبريل    |
| ثور   | ثور         | Taurus      | Taurus      | ثور         | 10:58 يوم 31 حمل   | 31 حمل - 30 ثور     | 20 أبريل – 20 مايو    |
| جوزاء | الجوزاء     | Gemini      | Gemini      | جوزاء       | 10:03 يوم 31 ثور   | 31 ثور - 31 جوزاء   | 21 مايو – 21 يونيو    |
| سرطان | سرطان       | Cancer      | Cancer      | سرطان       | 17:56 يوم 31 جوزاء | 1 سرطان - 31 سرطان  | 22 يونيو – 22 يوليو   |
| أسد   | أسد         | Leo         | Leo         | أسد         | 04:49 يوم 1 أسد    | 1 أسد - 31 أسد      | 23 يوليو – 22 أغسطس   |
| سنبلة | العذراء     | Virgo       | Virgo       | سنبلة       | 11:56 يوم 1 سنبلة  | 1 سنبلة - 31 سنبلة  | 23 أغسطس – 22 سبتمبر  |
| ميزان | ميزان       | Libra       | Libra       | ميزان       | 09:37 يوم 1 ميزان  | 1 ميزان - 1 عقرب    | 23 سبتمبر – 23 أكتوبر |
| عقرب  | عقرب        | Scorpio     | Scorpius    | عقرب        | 19:03 يوم 1 عقرب   | 2 عقرب - 1 قوس      | 24 أكتوبر – 22 نوفمبر |
| قوس   | رامي        | Sagittarius | Sagittarius | قوس         | 16:42 يوم 1 قوس    | 2 قوس - 30 قوس      | 23 نوفمبر – 21 ديسمبر |
| جدي   | جدي         | Capricornus | Capricornus | جدي         | 06:06 يوم 1 جدي    | 1 جدي - 30 جدي      | 22 ديسمبر – 20 يناير  |
| دلو   | دلو         | Aquarius    | Aquarius    | دلو         | 16:44 يوم 30 جدي   | 1 دلو - 29 دلو      | 21 يناير – 18 فبراير  |
| حوت   | حوت         | Pisces      | Pisces      | حوت         | 06:52 يوم 30 دلو   | 30 دلو - انتهاء حوت | 19 فبراير – 20 مارس   |

### تاريخ الأبراج الفلكية
تأثيرات بابل، تـاثيرات إغريقية، وتأثيرات مصرية قديمة 

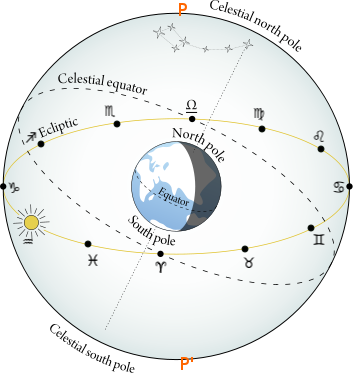
الإثناعشر برج فلكي ورموزها كل منها يبدأ عن رمزها تفصلها زاوية
30°. تتقاطع دائرتي الأبراج والدائرة الاستوائية السماوية عند نقطتين: النقطة الأولى وهي الحمل وعند النقطة الثاني وهي الميزان. وتتقاطع الدائرة السماوية الكبرى التي تحوي القطبين السماويين (P and P') مع دائرة الأراج عند نقطة 0° السرطان وعند 0° الجدي. في هذا الشكل تشغل الشمس مكان بداية برج الدلو
.

على الرغم من أن أوروبا أخذت الأبراج الفلكية عن الإغريق والرومان إلا أن أصلها يرجع إلى عهد بابل. بعض المخطوطات القديمة تشير إلى علامات أبراج سومرية، بحيث لا نستطيع القول بأن أصل الأبراج سومري الأصل. ويرجع تقسيم دائرة السماء إلى 12 قسما متساويا يعود إلى مخطوطات بابل.

مع حلول القرن الرابع قبل الميلاد كانت علم النجوم البابلي مؤثرًا على الثقافة الإغريقية. ومع حلول القرن الثاني قبل الميلاد اختلط علم النجوم لدي المصريين القدماء بعلم النجوم البابلي. ونشأ عن ذلك طبقا للثقافة البابلية ربط بين نظم النجوم والكواكب السماوية وبين موعد ولادة الإنسان، وابتكر التنجيم باستخدام المطلع المستقيم (درجة ارتفاع الدائرة السماوية عند وقت الولادة)، وعلاقته بالأبراج الإثناعشر. كذلك كان هناك ربط بين الأبراج الفلكية والفلسفة الإغريقية المنادية بأن الكون يتكون من أربعة عناصر (الماء والهواء والنار واليابس)، فأدخلت عليها الرموز المعروفة حتى يومنا هذا عن الأبراج الفلكية.
قام بطليموس السكندري في القرن الثاني قبل الميلاد بوصف العلوم الفلكية في كتاب مفصل عنوانه «تيترابيبلوس» Tetrabiblos ، ويرجع انتشار التنجيم منذ ذلك العهد إلى هذا الكتاب، حيث انتشر في الشرق الأوسط وفي أوروبا. بقي هذا العلم الفلكي لبطليموس حتي القرن السابع عشر، حيث تغيرت ثقافته بعض الشيء خلال القرون اللاحقة.

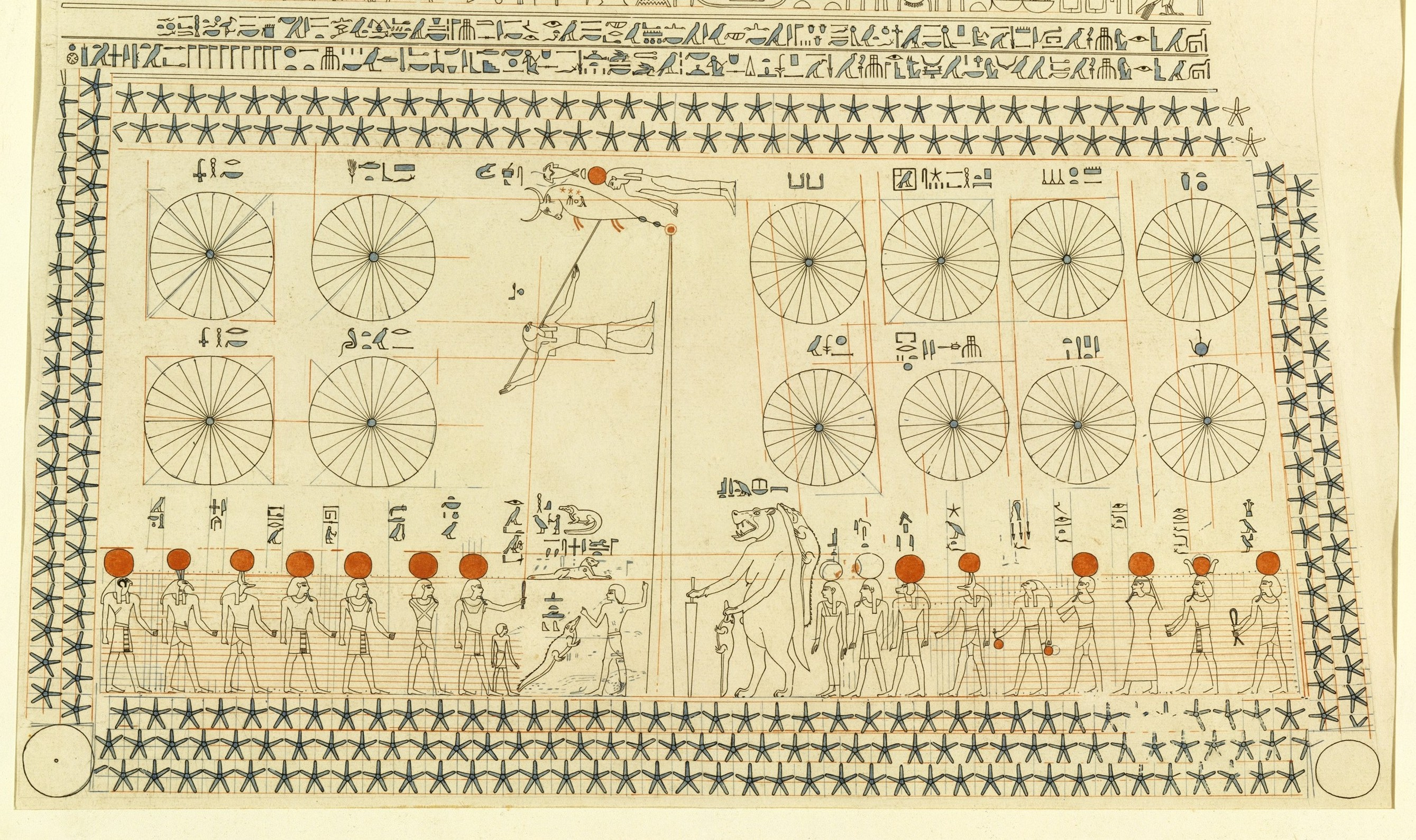
خريطة سماوية لسقف مقبرة "سنيموت" من الأسرة الثامنة عشر.

## الأبراج الفلكية في العلم الحديث
في العلم يُعد التنجيم ومعتقدات الأبراج من العلوم الزائفة. فشلت الأبراج في نيل أي إثبات علمي وثبت أن إمكانية التوقع عبر الابراج لا تتجاوز توقعات الصدفة كما في بحث التوائم التي قام بها باحثون من جامعة جورج اوغست لـ234 توأماً تم توقع أمور معينة لهم عبر الصدفة والأبراج وملاحظة مصداقية تلك التوقعات فاتضح أنها لا تختلف عن ما سيتوقعه المرء إذا أراد توقع أمر بشكل عشوائي من حيث نسبة التوقعات الصائبة.
وقام كل من فورير وبييرستين بإنشاء اختبارين مماثلين الأول كان خاصاً بالابراج إذا قام بكتابة توقعات معينة عشوائية وعرضها على طلابه لسنوات عديدة وكان يطلب منهم مطابقتها مع شخصيتهم على مقياس من 0 إلى 5 فكان المعدل الذي حصل عليه من خلاصة تجاربه هو 4.2 وعليه صار التأثير معروفاً بتأثير فورير حول مطابقة الناس لما سيتم توقعه بخصوصهم سواء في الأبراج أو التحليل النفسي أو غيرها، أما بييرستين فقد انشأ مقياساً عاماً لاختبار صحة أي طريقة تدعي القدرة على تحليل الشخصيات أو توقع المستقبل وقد فشل التنجيم في النجاح بهذا المقياس.
الاعتقاد بالتنجيم ضار للغاية فقد سجلت اليابان انخفاضاً بنسبة 25% من الولادات واجهاض 500 ألف وليد في سنة توقع فيها المنجمون أن تكون سنة سيئة للنساء، وتحديداً عام 1966 فيما يعرف في الابراج اليابانية بسنة حصان النار، هذا إذا استثنينا الدمار الذي يلحق بالعلاقات، العمل، القرارات الشخصية التي تحدث في شتى أنحاء العالم بسبب اعتقادات الناس بالأبراج وتخوفهم أو عزمهم على أداء أمور معينة بناءاً على تلك الاعتقادات.
وتجدر الإشارة إلى وجود أخطاء كبيرة في الحسابات الفلكية المعتمدة في الأبراج حالياً مثلاً أن برج الشخص يتغير كل 18 سنة، أو أن عدد الأبراج هو 13 برجاً وليس 12. كما أن تواريخ الابراج ببداياتها ونهاياتها أيضاً تختلف تماماً إذا ما أخذت علمياً بنظر الاعتبار.
قام ماك غريفي بدراسة على تواريخ ميلاد 16,634 عالم و6,475 سياسياً ليبرهن أن ما ادعاه المنجمون بخصوص أن يكون المولودين “من برج العذارء” ضعيفي الشخصية هو ادعاء خاطئ، فقد تضمنت لوائح تواريخ الميلاد هذه علماء وسياسيين من مواليد “برج العذراء” مثل أي برج آخر، مما يفيد بأن التنجيم غير قابل للاختبار. أيضاً الدراسة قامت بها مجلة Personality and Individual Differences عام 2006 شملت 15000 شخص، لتكون نتيجتها أنه لا يوجد أي روابط بين تاريخ ميلاد الشخص وشخصيته!.

## وصلات خارجية
- جمعية الإمارات للفلك

## اقرأ أيضا
- علم الفلك
- علم التنجيم